# George Coe
George Coe (* 10. Mai 1929 in New York City als George Julian Cohen; † 18. Juli 2015 in Santa Monica, Kalifornien) war ein US-amerikanischer Film-, Bühnen- und Fernsehschauspieler sowie Filmproduzent. Zu seinen bekanntesten Filmen gehören Kramer gegen Kramer (1979), Entity – Es gibt kein Entrinnen vor dem Unsichtbaren, das uns verfolgt (1982) und Wie das Leben so spielt (2009).

## Leben
George Coe wurde im New Yorker Stadtteil Queens geboren. Er startete seine Karriere 1957 am Broadway. So war er Mitglied der Originalbesetzung von Jerry Hermans Musical Mame und trat in Cy Colemans Musical On The Twentieth Century ebenso auf wie in Stephen Sondheims Musical Company. Als Schauspieler im Fernsehen gab Coe 1965 in der Fernsehserie For the People in der Rolle eines Reporters sein Debüt.
1969 wurde er zusammen mit Anthony Lover und Sidney Davis für De Düva in der Kategorie „Bester Kurzfilm“ für den Oscar nominiert, der jedoch an Charles Guggenheim für seine Kurzfilm-Hommage Robert Kennedy Remembered ging. In De Düva war Coe gleich dreifach tätig, er führte Regie, war an der Produktion beteiligt und spielte in seiner Parodie auf Werke des Regisseurs Ingmar Bergman auch selbst mit. Der Film blieb Coes einzige Regiearbeit. 1975 war er noch als Produzent an dem Film Tödlicher Abstand (Distance) beteiligt.
Coe war eines der Gründungsmitglieder von Not Ready For Prime Time Players, hervorgegangen aus der Comedyshow Saturday Night Live, wo er als Darsteller in den ersten drei Shows (1975) in Parodien agierte. 1979 spielte er in dem mehrfach oscardekorierten Filmdrama Kramer gegen Kramer den Vorgesetzten von Dustin Hoffman, der diesen entlässt.
Gastrollen übernahm der vielseitige Schauspieler auch in Raumschiff Enterprise: Das nächste Jahrhundert sowie in der Science-Fiction-Fernsehserie Max Headroom. Auch in so unterschiedlichen Fernsehserien wie Golden Girls, Mord ist ihr Hobby, Columbo, Für alle Fälle Amy, Gilmore Girls, Bones – Die Knochenjägerin, King of Queens sowie Grey’s Anatomy wirkte er – neben diversen weiteren – mit.
In den 2011 erschienenen Videospielen The Elder Scrolls V: Skyrim und Star Wars: The Old Republic war er in der Originalversion als Stimme gefragt.
George Coe starb am 18. Juli 2015 in Santa Monica in Kalifornien nach langer Krankheit im Alter von 86 Jahren.

## Auszeichnungen
- 1969: Oscarnominierung für De Düva
- 2009: Screen Actors Guild Award, Gewinner des Ralph Morgan Awards[5]

## Filmografie (Auswahl)
- 1965: For the People (Fernsehserie, Folge To Prosecute All Crimes)
- 1968: De Düva (Kurzfilm, Regie, Produzent, Darsteller)
- 1975: Die Frauen von Stepford (The Stepford Wives)
- 1975–1986 Saturday Night Live (Fernsehserie, 10 Folgen)
- 1979: Wer geht denn noch zur Uni? (French Postcards)
- 1979: Kramer gegen Kramer (Kramer vs. Kramer)
- 1980: Die erste Todsünde (The First Deadly Sin)
- 1982: Entity – Es gibt kein Entrinnen vor dem Unsichtbaren, das uns verfolgt (The Entity)
- 1983: Polizeirevier Hill Street (Hill Street Blues; Fernsehserie, 3 Folgen)
- 1985: Die Errol-Flynn-Legende (My Wicked, Wicked Ways: The Legend of Errol Flynn)
- 1985: Das Model und der Schnüffler (Moonlighting; Folge Atlas Belched)
- 1985: Remington Steele (Fernsehserie, Folge Coffee, Tea or Steele)
- 1986: Familienbande (Family Ties; Fernsehserie, Folge Nothing But a Man)
- 1986: Simon & Simon (Fernsehserie, Folge The Apple Doesn’t Fall Far from the Tree)
- 1986: Dallas (Fernsehserie, 2 Folgen)
- 1986: Agentin mit Herz (Scarecrow and Mrs. King; Fernsehserie, 3 Folgen)
- 1986–1991: L.A. Law – Staranwälte, Tricks, Prozesse (L.A. Law; Fernsehserie 8 Folgen)
- 1987: Blind Date – Verabredung mit einer Unbekannten (Blind Date)
- 1987: Onkel Toms Hütte (Uncle Tom’s Cabin, Fernsehfilm)
- 1987–1988: Max Headroom (Fernsehserie, 14 Folgen)
- 1988: Magnum (Fernsehserie, Folge A Girl Named Sue)
- 1988: Golden Girls (The Golden Girls; Fernsehserie, Folge Rose’s Big Adventure)
- 1989: Seitensprünge (Cousins)
- 1989: Columbo: Selbstbildnis eines Mörders (Murder, a Self Portrait, Fernsehreihe)
- 1989: Matlock (Fernsehserie, Folge The Buddies)
- 1990: Ein gesegnetes Team (Father Dowling Mysteries; Fernsehserie, Folge The Perfect Couple Mystery)
- 1990–1992: Mord ist ihr Hobby (Murder, She Wrote; Fernsehserie, 2 Folgen)
- 1991: Raumschiff Enterprise: Das nächste Jahrhundert (Star Trek: The Next Generation; Fernsehserie, Folge Erster Kontakt)
- 1992: Mighty Ducks – Das Superteam (The Mighty Ducks)
- 1993: Law & Order (Fernsehserie, Folge Conduct Unbecoming)
- 1995: Cagney & Lacey: Wer im Glashaus sitzt … (Cagney & Lacey: The View Through the Glass Ceiling; Fernsehfilm)
- 1997: Hör mal, wer da hämmert (Home Improvement; Fernsehserie, Folge Bright Christmas)
- 1998: Practice – Die Anwälte (The Practice; Fernsehserie, Folge Bloodlines: Part 1)
- 1998: Die Nanny (Fernsehserie, Folge Sara’s Parents)
- 1999: The Omega Code
- 2000: Big Eden
- 2001–2002: The West Wing (Fernsehserie, 3 Folgen)
- 2002: Smallville (Fernsehserie, Folge Redux)
- 2003: Für alle Fälle Amy (Judging Amy; Fernsehserie, Folge The Best Interests of the Child)
- 2005: Gilmore Girls (Fernsehserie; Folge But I’m a Gilmore!)
- 2006: Cold Case – Kein Opfer ist je vergessen (Fernsehserie, Folge Superstar)
- 2007: Bones – Die Knochenjägerin (Fernsehserie, Folge The Priest in the Churchyard)
- 2007: King of Queens (The King of Queens; Fernsehserie; Folge Single Spaced)
- 2008: Supernatural (Fernsehserie, Folge No Rest for the Wicked)
- 2008: Grey’s Anatomy (Fernsehserie, Folge Rise Up)
- 2009–2014: Archer (Fernsehserie, 21 Folgen als Stimme von Woodhouse in der Originalversion)
- 2013: Two and a Half Men (Fernsehserie, Folge My Bodacious Vidalia)
- 2014: 13 Sins